# 杉关
杉关位于中国福建省光泽县止马镇杉关村，唐广明元年（880年）始建，古称“瓯闽西户”、“闽西第一关”，明洪武三年（1370年），沿山脊筑城垣，屏障闽赣之边界。两翼城堞尚存，残存关门城垣厚6.5米，高3.3米；原关门上方 “闽西第一关”石匾尚存。2009年11月16日公布为第七批福建省文物保护单位。